# Avaya
Avaya Inc. es una empresa privada de telecomunicaciones que se especializa en el sector de la telefonía y centros de llamadas. Fue el proveedor oficial de comunicaciones convergentes de la Copa Mundial de Clubes de la FIFA 2006. También proporcionó las redes de comunicaciones de la Copa Mundial de Fútbol 2002 y la Copa Mundial Femenina de la FIFA en 2003.
Antiguamente Avaya formaba parte de la Empresa Lucent Technologies, se separaron el 1 de octubre de 2000. Tiene unos 18000 empleados desde 2007, el 40% de los cuales se encuentran fuera de los EE. UU.. la sede mundial se encuentra en Basking Ridge, Nueva Jersey. Kevin J. Kennedy es el director ejecutivo.
Avaya también se ha desarrollado en Europa a través de la adquisición de Tenovis y en Asia a través de una participación mayoritaria en Tata Telecom.
El 26 de octubre de 2007 Avaya fue adquirida por dos empresas de capital inversión, TPG Capital y Silver Lake Partners, por un valor de $ 8.2 mil millones. Como resultado de esta transacción Avaya se convirtió en una compañía privada, que ya no se encuentra en el mercado de valores. El 9 de noviembre de 2007, las empresas completaron la adquisición de los accionistas y Avaya recibió 17.50 dólares por cada acción de acciones ordinarias de propiedad.